# Abouriou

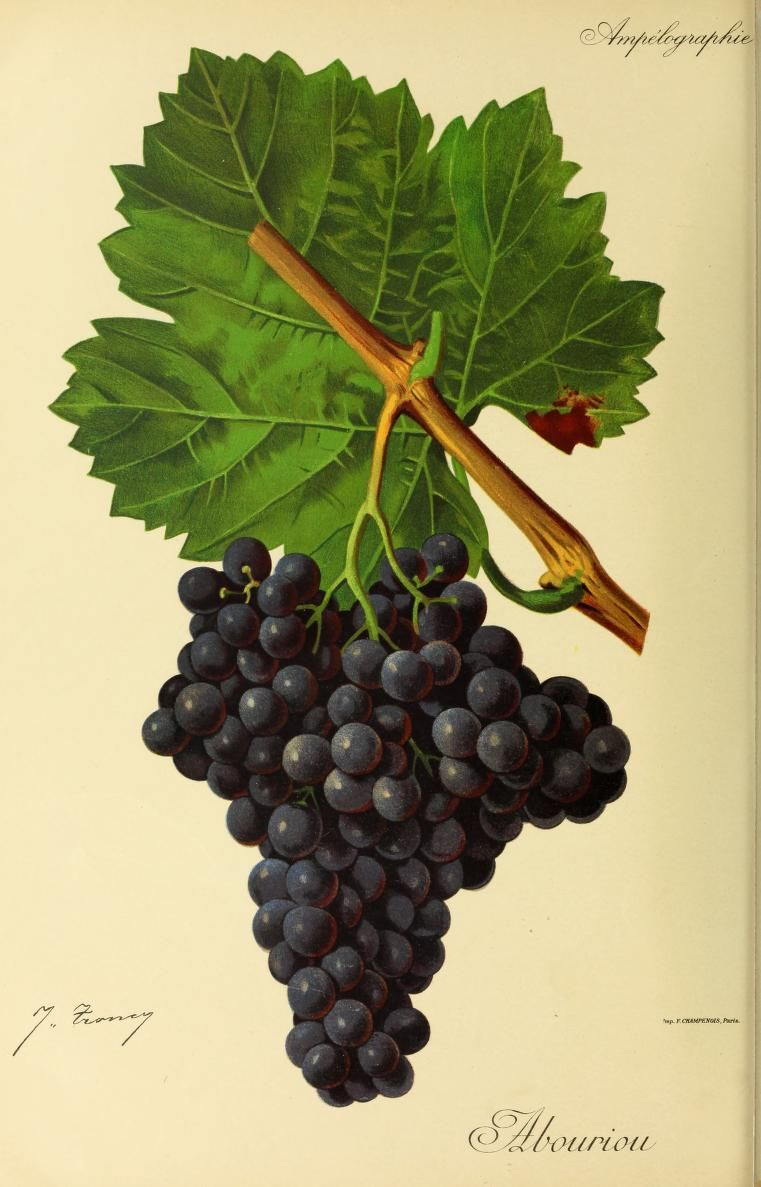
Illustration der Rebsorte Abouriou von Jules Troncy in dem Werk „Ampélographie: traité général de viticulture“, (1901)

Die Rotweinsorte Abouriou wird vor allem in Südwest-Frankreich angebaut. Die Sorte Abouriou ist wahrscheinlich eine autochthone Sorte des Départements Lot-et-Garonne und entstand als Sämling einer alten französischen Rebsorte unbekannter Herkunft. Numa Naugé, wohnhaft in Sénézelles bei Casseneuil, präsentierte sie 1882 der Öffentlichkeit und berichtete, dass der Sämling bereits 40 Jahre zuvor an einer Steinmauer einer Ruine bei Villeréal entdeckt worden sei. „Abouriou“ ist der lokale Dialektname für den Ausdruck der „frühen Reife“.

## Ampelografische Merkmale
Die Trauben sind mittelgroß, sehr kompakt, und die Farbe der Beeren ist schwarz. Sie sind rund und sehr saftig. Die frühreifende Sorte ist ertragreich und pilzresistent. Der Wein ist tiefdunkel und verfügt über fruchtige Noten von Erdbeere, Himbeere und Johannisbeere; ihm fehlt jedoch die Säure.

## Verbreitung
Der Bestand von Abouriou schwindet. Im Jahr 2016 wurden in Frankreich noch 310 Hektar Rebfläche erhoben.
Abouriou ist in Rotweinen der AC Côtes du Marmandais und Vins d’Estaing sowie in mehreren Vin de Pays der Regionen Sud-Ouest und Loire zugelassen.

## Synonyme
Die Rebsorte Abouriou ist auch unter den Namen Beaujolais, Early Burgunder, Early Burgundy, Gamay Beaujolais, Gamay de Beaujolais, Gamay Du Rhone, Gamay Saint Laurent, Gamay St. Laurent, Loubejac, Malbec Argente, Negret de la Canourgue, Noir Hatif, Plant Abouriou, Plant Precoce, Precoce Nauge, Precoce Noir und Pressac de Bourgogne bekannt.